# Urobarba arabica
Urobarba arabica är en fjärilsart som beskrevs av Edward P. Wiltshire 1949. Urobarba arabica ingår i släktet Urobarba och familjen säckspinnare. Inga underarter finns listade i Catalogue of Life.